# 賴恩斯托夫湖
53°51′24″N 11°37′56″E / 53.85675°N 11.63216°E
賴恩斯托夫湖（德語：Reinstorfer See），是德國的湖泊，位於該國東北部梅克倫堡-前波美拉尼亞州，由西北梅克倫堡縣負責管轄，長0.4公里、寬0.2公里，面積0.07平方公里，海拔高度47米。